# بريدجتون (نيوجيرسي)
بريدجتون (بالإنجليزية: Bridgeton city, New Jersey)‏ هي مدينة تقع بولاية نيوجيرسي في الولايات المتحدة. تبلغ مساحتها 16.82 كم2، وترتفع عن سطح البحر 11.8872 م، بلغ عدد سكانها 25,349 نسمة في عام 2010 حسب إحصاء مكتب تعداد الولايات المتحدة وتصل الكثافة السكانية فيها 1,507.1 نسمة لكل كيلومتر مربع (3,903.4/ميل2).

## التركيبة السكانية
حدّد مكتب تعداد الولايات المتحدة بيانات التركيبة السكانية لبريدجتون في تعداد الولايات المتحدة. في ما يلي، التركيبة السكانية حسب تعدادي 2000 و2010.

### تعداد عام 2000
بلغ عدد سكان بريدجتون 22,771 نسمة بحسب تعداد عام 2000، وبلغ عدد الأسر 6,182 أسرة وعدد العائلات 4,181 عائلة مقيمة في المدينة. في حين سجلت الكثافة السكانية 1,353.8 نسمة لكل كيلومتر مربع (3,506.3/ميل2). وبلغ عدد الوحدات السكنية 6,795 وحدة بمتوسط كثافة قدره 404 لكل كيلومتر مربع (1,046.4/ميل2).
وتوزع التركيب العرقي للمدينة بنسبة 38.88% من البيض و41.84% من الأمريكيين الأفارقة و1.19% من الأمريكيين الأصليين و0.70% من الأمريكيين ذوي الأصول الآسيوية و0.09% من سكان جزر المحيط الهادئ و13.67% من الأعراق الأخرى و3.63% من عرقين مختلطين أو أكثر و24.49% من الهسبانيون أو اللاتينيون من أي عرق.
بلغ عدد الأسر 6,182 أسرة كانت نسبة 43.1% منها لديها أطفال تحت سن الثامنة عشر تعيش معهم، وبلغت نسبة الأزواج القاطنين مع بعضهم البعض 35.3% من أصل المجموع الكلي للأسر، ونسبة 26.3% من الأسر كان لديها معيلات من الإناث دون وجود شريك، بينما كانت نسبة 6% من الأسر لديها معيلون من الذكور دون وجود شريكة وكانت نسبة 32.4% من غير العائلات. تألفت نسبة 27.4% من أصل جميع الأسر من عدة أفراد يعيشون في نفس المنزل ونسبة 13.1% كانت تتألف من شخص يعيش بمفرده يبلغ من العمر 65 عاماً أو أكثر. وبلغ متوسط حجم الأسرة المعيشية 2.96، أما متوسط حجم العائلات فبلغ 3.49.
بلغ العمر الوسطي للسكان 31.5 عاماً. وكانت نسبة 25.9% من القاطنين تحت سن الثامنة عشر، وكانت نسبة 9.2% بين الثامنة عشر والرابعة والعشرين عاماً، ونسبة 22.5% كانت واقعةً في الفئة العمرية ما بين الخامسة والعشرين والرابعة والأربعين عاماً، ونسبة 13.3% كانت ما بين الخامسة والأربعين والرابعة والستين، ونسبة 9.6% كانت ضمن فئة الخامسة والستين عاماً فما فوق. يوجد لكل 100 أنثى 91.6 ذكر، ويوجد لكل 100 أنثى في الثامنة عشر من عمرها فما فوق 84.4 ذكر.
بلغ متوسط دخل الأسرة في المدينة 26,923 دولارًا، أما متوسط دخل العائلة فبلغ 30,502 دولارًا. وكان متوسط دخل الذكور 28,858 دولارًا مقابل 22,722 دولارًا للإناث. وسجل دخل الفرد الخاص بالمدينة 10,917 دولارًا. وكانت نسبة 22.7% من العائلات ونسبة 26.6% من السكان تحت خط الفقر، وكان من هؤلاء نسبة 33.6% تحت سن الثامنة عشر ونسبة 17.8% في الخامسة والستين من العمر وما فوق.

### تعداد عام 2010
بلغ عدد سكان بريدجتون 25,349 نسمة بحسب تعداد عام 2010، وبلغ عدد الأسر 6,265 أسرة وعدد العائلات 4,306 عائلة مقيمة في المدينة. في حين سجلت الكثافة السكانية 1,507.1 نسمة لكل كيلومتر مربع (3,903.4/ميل2). وبلغ عدد الوحدات السكنية 6,782 وحدة بمتوسط كثافة قدره 403.2 لكل كيلومتر مربع (1,044.3/ميل2).
وتوزع التركيب العرقي للمدينة بنسبة 32.64% من البيض و35.49% من الأمريكيين الأفارقة و1.38% من الأمريكيين الأصليين و0.60% من الأمريكيين ذوي الأصول الآسيوية و0.05% من سكان جزر المحيط الهادئ و25.71% من الأعراق الأخرى و4.13% من عرقين مختلطين أو أكثر و43.58% من الهسبانيون أو اللاتينيون من أي عرق.
بلغ عدد الأسر 6,265 أسرة كانت نسبة 47.9% منها لديها أطفال تحت سن الثامنة عشر تعيش معهم، وبلغت نسبة الأزواج القاطنين مع بعضهم البعض 32.7% من أصل المجموع الكلي للأسر، ونسبة 27.7% من الأسر كان لديها معيلات من الإناث دون وجود شريك، بينما كانت نسبة 8.3% من الأسر لديها معيلون من الذكور دون وجود شريكة وكانت نسبة 31.3% من غير العائلات. تألفت نسبة 25.8% من أصل جميع الأسر من عدة أفراد يعيشون في نفس المنزل ونسبة 10.6% كانت تتألف من شخص يعيش بمفرده يبلغ من العمر 65 عاماً أو أكثر. وبلغ متوسط حجم الأسرة المعيشية 3.36، أما متوسط حجم العائلات فبلغ 3.85.
بلغ العمر الوسطي للسكان 29.7 عاماً. وكانت نسبة 27.9% من القاطنين تحت سن الثامنة عشر، وكانت نسبة 12.2% بين الثامنة عشر والرابعة والعشرين عاماً، ونسبة 34.6% كانت واقعةً في الفئة العمرية ما بين الخامسة والعشرين والرابعة والأربعين عاماً، ونسبة 18.1% كانت ما بين الخامسة والأربعين والرابعة والستين، ونسبة 7.1% كانت ضمن فئة الخامسة والستين عاماً فما فوق. وتوزع التركيب الجنسي للسكان بنسبة 57.5% ذكور و42.5% إناث.

## وصلات خارجية
- الموقع الرسمي